# Улытоган
Ултуга́н (каз. Ұлтұған) — село в Буландынском районе Акмолинской области Казахстана. Входит в состав Никольского сельского округа. Код КАТО — 114045200.

## География
Село расположено в юго-восточной части района, между двумя озерами Жаманколь и Улытоган, на расстоянии примерно 37 километров (по прямой) к югу от административного центра района — города Макинск, в 9 километрах к северо-западу от административного центра сельского округа — села Никольское.
Абсолютная высота — 392 метров над уровнем моря.
Ближайшие населённые пункты: село Никольское — на юго-востоке, аул Тастыозек — на севере.
Через село проходит проселочная дорога, с выходами на автодорогу А-1 и на автодорогу областного значения КС-1 «Жалтыр — Макинск».

## Население
В 1989 году население села составляло 232 человек (из них казахи — основное население).

В 1999 году население села составляло 248 человек (123 мужчины и 125 женщин). По данным переписи 2009 года, в селе проживало 79 человек (43 мужчины и 36 женщин).
| Численность населения | Численность населения | Численность населения |
| 1989                  | 1999                  | 2009                  |
| --------------------- | --------------------- | --------------------- |
| 232                   | ↗248                  | ↘79                   |

## Улицы[5]
- ул. Бейбитшилик,
- ул. Жумана Исабекова.